# Чернышковский район
Чернышковский район — административно-территориальный район и одноимённое муниципальное образование (муниципальный район) в Волгоградской области России.
Административный центр — рабочий посёлок Чернышковский.

## География
Географическое положение
Район расположен на Донской равнине на юго-западе Волгоградской области, граничит с Ростовской областью.
Площадь территории — 307 996 га. Категория земель распределена следующим образом: земли сельскохозяйственного назначения — 256 703 га; земли поселений — 5485 га; земли промышленного, транспорта и иного назначения — 3251; земли лесного фонда — 16 764; земли водного фонда — 23 208; земли запаса — 2585 га.
Протяжённость района с севера на юг — 58 км, с запада на восток — 68 км.
На севере он граничит с Обливским, а на западе с Морозовским, на юге Цимлянским районами Ростовской области, на северо-востоке с Суровикинским районом Волгоградской области; на востоке и юго-востоке соответственно — с Октябрьским и Котельниковским районами, но граница проходит по центру Цимлянского водохранилища.
Расстояние от районного центра до Волгограда 185 километров.
Гидрография
В пределах речных и балочных долин выделяется пойма и одна надпойменная терраса.
Дон, Цимлянское водохранилище.
По территории района протекают реки Чир, Цимла, Солоная и Аксенец, берега которых местами поросли лесом и кустарником.
Рельеф
Рельеф местности представляет собой равнину, наклонную на юг с высотами 120-80 м. Равнина интенсивно рассечена овражно-балочной сетью с глубиной вреза до 10-20 м. В северной части поверхность равнины более возвышенна, со сглаженным волнистым рельефом, а южная половина представляет собой массив цимлянских песков. Чирско-Донское плато и Цимлянские пески являются здесь наиболее типичными ландшафтами, определяющими характерные природные признаки района. Так же южная часть района частично расположена на Скифской тектонической плите. На севере и западе района расположена Доно-Донецкая возвышенность.
Песчаные бугры (высотой 5-7 м) разделены котловинами, ложбинами, которые заняты озёрами, болотами, лугами, местами берёзовыми рощицами. По некоторым ложбинам время от времени течёт вода, источником которой является многочисленные здесь родники, усиленно развивающие свою деятельность после дождей.

## История

### XV- конец XIX веков
История края связана с донскими казаками. Впервые о казаках упоминается в документах XV-XVI веков. Укрепляя за собой право на землю Донскую, они обживают «дикое поле», строят свои поселения-городки.
В нашем крае старейшими городками (станицами) считаются станицы Есауловская и Нижне-Чирская. С середины XVIII века от них пошли основанные выходцами с этих станиц хутора, многие из которых существуют и сегодня.
Основной хозяйственной деятельностью казаков была охота, рыболовство, бортничество. Важным источником жизни казачества долгое время оставался военный промысел, т.е. походы донцов в Крым, Турцию, Персию.
Частые военные походы, набеги калмыцких и ногайских орд и сражения с ними закалили казачью волю, сделали казаков опытными воинами. Казаки верой и правдой служили государству Российскому, расширяя и охраняя его рубежи, участвуя во всех войнах и компаниях.
В 1786 году были впервые обозначили границы войска Донского, и только в 1846 году образованы округа, в том числе и Второй Донской, самый большой в области войска Донского. Административным центром округа стала станица Нижне-Чирская, и территория современного Чернышковского района вошла в его состав.
Хутора Чернышков, Лагутин, Ярской, Большой Терновой, и Малый Терновой располагались на землях окружной станицы. Другая часть хуторов (80%)- на станичных землях Есауловской, а остальные числились в Кобылянской (Суворовский) и Нижне-Курмоярской станицах.
Большинство казачьих хуторов произошли от фамилий их основателей: Гнутов, Акользин, Сизов, Алёшкин, Басакин, Бирюков, Чернышков, Фирсов, Лагутин, Макаров, Семёнов, Захаров, Комаров, Тормосин, Минаев, Ёлкин, Филатов, Пристеновский (Пристеновский, в 1787году основам хорумжин Климом Пристонским), Морской (основан казаком Морсковым), Черновский.
Украинцы-переселенцы в память о своей родине вновь основанное поселение назвали Богданов хутор (1904)-в честь гетмана Богдана Хмельницкого. В гражданскую войну украинцы поголовно воевали за красных и позднее хутор получил приставку Красный, и теперь на всех картах и документах он значиться как Красный Богдан.
Современный рабочий посёлок Чернышковский образовался на месте хутора Чернышкова, возник в первой половине XIX столетия. По преданием хутор основам хорунжим Чернышковым-ветераном Отечественной войны 1812 года и участником заграничного похода. В документах 1809 года он ещё не упоминается, нет его и на карте 1810 года. Таким образом, поселение предположительно возникло в 1815 году или после этой даты.
По данным 1838 года хутор Чернышков насчитывал всего 13 дворов. В 1850 году число дворов уже было 16 и в них проживало 55 казаков.
На дальнейшее развитие хутора Чернышкова повлияло строительство железной дороги Царицын-Лихая, начавшееся в конце XIX века. 17 июня 1900 года она была пущена в эксплуатацию и по ней пошёл первый состав.

### XX век
Чернышковский район образован в 1935 году (Постановление ВЦИК РСФСР от 25 января 1935 г.)
В 1950 году в состав района вошла территория упразднённого Тормосинского района. В 1954 — 1957 годах в составе Каменской области. В 1963 — 1964 годах был упразднён.
22 декабря 2004 года в соответствии с Законом Волгоградской области № 976-ОД район наделён статусом муниципального района. В его составе образованы 12 муниципальных образований: 1 городское и 11 сельских поселений.

## Население
| 1939    | 1959    | 1970    | 1979    | 1989    | 2002    | 2009    | 2010    | 2011    |
| ------- | ------- | ------- | ------- | ------- | ------- | ------- | ------- | ------- |
| 12 972  | ↘12 562 | ↗20 893 | ↘20 522 | ↘19 317 | ↘18 326 | ↘17 715 | ↘16 873 | ↘16 846 |
| 2012    | 2013    | 2014    | 2015    | 2016    | 2017    | 2018    | 2019    | 2020    |
| ↘16 767 | ↘16 620 | ↘16 438 | ↘16 213 | ↘15 940 | ↘15 754 | ↘15 553 | ↘15 336 | ↘15 170 |
| 2021    |         |         |         |         |         |         |         |         |
| ↘13 474 |         |         |         |         |         |         |         |         |

### Урбанизация
В городских условиях (рабочий посёлок Чернышковский) проживают 26.46 % населения района.

### Гендерный состав
По переписи 2010 года): мужчин — 46,3 %, женщин — 53,7 %.

### Национальный состав
По данным Всероссийской переписи населения 2010 года:
| Национальность | Численность (чел.) | Процент от указавших |
| -------------- | ------------------ | -------------------- |
| Русские        | 14 417             | 85,9%                |
| Белорусы       | 527                | 3,1%                 |
| Казахи         | 491                | 2,9%                 |
| Украинцы       | 327                | 1,9%                 |
| Даргинцы       | 283                | 1,7%                 |
| Другие         | 748                | 4,5%                 |
| Не указали     | 80                 |                      |
| Всего          | 16 873             |                      |

По итогам переписи населения 2020 года проживали следующие национальности (национальности менее 0,1 % и другое см. в сноске к строке «Другие»):
| Национальность | Численность, чел. | Доля     |
| -------------- | ----------------- | -------- |
| Русские        | 11 836            | 87,84 %  |
| Казахи         | 359               | 2,66 %   |
| Даргинцы       | 300               | 2,23 %   |
| Белорусы       | 170               | 1,26 %   |
| Украинцы       | 104               | 0,77 %   |
| Чеченцы        | 74                | 0,55 %   |
| Татары         | 48                | 0,36 %   |
| Азербайджанцы  | 44                | 0,33 %   |
| Удмурты        | 44                | 0,33 %   |
| Молдаване      | 21                | 0,16 %   |
| Армяне         | 20                | 0,15 %   |
| Немцы          | 14                | 0,10 %   |
| Другие         | 440               | 3,26 %   |
| Итого          | 13 474            | 100,00 % |

## Муниципально-территориальное устройство
В Чернышковском муниципальном районе выделяются 12 муниципальных образований, в том числе 1 городское поселение и  11 сельских поселений:
| №  | Муниципальное образование           | Административный центр        | Количество населённых пунктов | Население (чел.) | Площадь (км²) |
| -- | ----------------------------------- | ----------------------------- | ----------------------------- | ---------------- | ------------- |
| 1  | Чернышковское городское поселение   | рабочий посёлок Чернышковский | 5                             | ↘4126            | 265,38        |
| 2  | Алёшкинское сельское поселение      | хутор Алёшкин                 | 1                             | ↘364             | 116,77        |
| 3  | Басакинское сельское поселение      | посёлок Басакин               | 7                             | ↘1106            | 359,26        |
| 4  | Большетерновское сельское поселение | хутор Большетерновой          | 3                             | ↘745             | 135,42        |
| 5  | Верхнегнутовское сельское поселение | хутор Верхнегнутов            | 4                             | ↘822             | 154,08        |
| 6  | Ёлкинское сельское поселение        | хутор Ёлкино                  | 3                             | ↘527             | 145,40        |
| 7  | Захаровское сельское поселение      | хутор Захаров                 | 2                             | ↘747             | 170,27        |
| 8  | Красноярское сельское поселение     | посёлок Красноярский          | 5                             | ↘1105            | 255,86        |
| 9  | Нижнегнутовское сельское поселение  | хутор Нижнегнутов             | 4                             | ↘1348            | 316,77        |
| 10 | Пристеновское сельское поселение    | хутор Пристеновский           | 3                             | ↘442             | 121,91        |
| 11 | Сизовское сельское поселение        | хутор Сизов                   | 2                             | ↘585             | 126,52        |
| 12 | Тормосиновское сельское поселение   | хутор Тормосин                | 6                             | ↘1513            | 531,46        |

## Населённые пункты
В Чернышковский район входят 45 населённых пунктов.
| №  | Населённый пункт | Тип             | Население | Муниципальное образование           |
| -- | ---------------- | --------------- | --------- | ----------------------------------- |
| 1  | Акользин         | хутор           | 3         | Тормосиновское сельское поселение   |
| 2  | Алёшкин          | хутор           | ↘364      | Алёшкинское сельское поселение      |
| 3  | Асеев            | хутор           | 53        | Ёлкинское сельское поселение        |
| 4  | Базной           | хутор           | 109       | Басакинское сельское поселение      |
| 5  | Басакин          | посёлок         | 1041      | Басакинское сельское поселение      |
| 6  | Бирюков          | хутор           | 35        | Верхнегнутовское сельское поселение |
| 7  | Богомазовка      | хутор           | 202       | Красноярское сельское поселение     |
| 8  | Большетерновой   | хутор           | 576       | Большетерновское сельское поселение |
| 9  | Верхнегнутов     | хутор           | 780       | Верхнегнутовское сельское поселение |
| 10 | Верхнецимлянский | хутор           | 19        | Красноярское сельское поселение     |
| 11 | Водяновский      | хутор           | 144       | Пристеновское сельское поселение    |
| 12 | Волоцкий         | хутор           | 521       | Чернышковское городское поселение   |
| 13 | Воробьёв         | хутор           | 8         | Нижнегнутовское сельское поселение  |
| 14 | Гладков          | посёлок         | 41        | Басакинское сельское поселение      |
| 15 | Ёлкино           | хутор           | 445       | Ёлкинское сельское поселение        |
| 16 | Журавка          | хутор           | 96        | Верхнегнутовское сельское поселение |
| 17 | Захаров          | хутор           | 518       | Захаровское сельское поселение      |
| 18 | Комаров          | хутор           | 28        | Тормосиновское сельское поселение   |
| 19 | Красноярский     | посёлок         | 750       | Красноярское сельское поселение     |
| 20 | Красный          | посёлок         | 123       | Красноярское сельское поселение     |
| 21 | Красный Богдан   | хутор           | 82        | Ёлкинское сельское поселение        |
| 22 | Лагутин          | хутор           | 35        | Большетерновское сельское поселение |
| 23 | Лозной           | хутор           | 313       | Нижнегнутовское сельское поселение  |
| 24 | Макаровский      | хутор           | 112       | Красноярское сельское поселение     |
| 25 | Малотерновой     | хутор           | 264       | Большетерновское сельское поселение |
| 26 | Минаев           | хутор           | 4         | Тормосиновское сельское поселение   |
| 27 | Морской          | хутор           | 287       | Тормосиновское сельское поселение   |
| 28 | Нижнегнутов      | хутор           | 1054      | Нижнегнутовское сельское поселение  |
| 29 | Нижняя Вербовка  | хутор           | 147       | Чернышковское городское поселение   |
| 30 | Низянка          | посёлок         | 30        | Басакинское сельское поселение      |
| 31 | Паршино          | ж.д. разъезд    | 5         | Чернышковское городское поселение   |
| 32 | Попов            | хутор           | 318       | Захаровское сельское поселение      |
| 33 | Пристеновский    | хутор           | 281       | Пристеновское сельское поселение    |
| 34 | Раздольный       | посёлок         | 17        | Басакинское сельское поселение      |
| 35 | Россошанский     | посёлок         | 52        | Басакинское сельское поселение      |
| 36 | Семёнов          | хутор           | 7         | Тормосиновское сельское поселение   |
| 37 | Сизов            | хутор           | 498       | Сизовское сельское поселение        |
| 38 | Соколов          | хутор           | 77        | Верхнегнутовское сельское поселение |
| 39 | Тормосин         | хутор           | 1414      | Тормосиновское сельское поселение   |
| 40 | Филатов          | хутор           | 174       | Сизовское сельское поселение        |
| 41 | Фирсовка         | хутор           | 142       | Нижнегнутовское сельское поселение  |
| 42 | Чекомасьев       | хутор           | 68        | Басакинское сельское поселение      |
| 43 | Черновский       | хутор           | 66        | Пристеновское сельское поселение    |
| 44 | Чернышковский    | рабочий посёлок | ↘3565     | Чернышковское городское поселение   |
| 45 | Ярской           | хутор           | ↘96       | Чернышковское городское поселение   |

## Экономика
Транспорт
По территории района проходит Приволжская железная дорога Волгоград—Лихая с железнодорожной станцией Чернышков и разъездом Паршин; федеральная трасса М-21 Волгоград—Каменск-Шахтинский, что является немаловажным аспектом развития экономики района. Внутри района протяжённость автомобильных дорог общего пользования с твёрдым покрытием составляет 176 км. Из 46 сёл дороги с твёрдым покрытием имеются в 22 хуторах и посёлках, что составляет 48 %.
Связь
Предоставление услуг телефонной связи в районе обеспечивает АООТ «Волгоградэлектросвязь» для 2598 абонентов. Из 46 сёл телефонизировано 42, или 91%.

## Люди, связанные с районом
- С декабря 1949 года на протяжении 11 лет директором совхоза «Ударник» работал Герой Социалистического Труда — Калачев, Александр Григорьевич.
- 1 марта 1929 года в хуторе Богатый[34] родился журналист, писатель, заслуженный работник культуры РСФСР, член Союза писателей СССР и России Санеев, Николай Васильевич.

## СМИ
В районе регулярно издается газета «Спутник», с 1935 года.

## Достопримечательности
На территории района расположены памятник природы регионального значения — Тюльпанный луг и природный парк Цимлянские пески.